# Iva Brožová
Iva Brožová (* 7. března 1951 Brno) je bývalá česká soudkyně, v letech 1993–1999 soudkyně Ústavního soudu a v letech 2002–2015 předsedkyně Nejvyššího soudu.

## Osobní život
Iva Brožová se narodila v Brně. Významně ji ovlivnilo rodinné prostředí. Její otec byl zahraniční letec, bojující za druhé světové války v Británii. Sloužil jako navigátor u RAF v bombardovací peruti. Během komunismu pracoval jako dělník a technický úředník. Její dědeček z matčiny strany zase prošel koncentračním táborem a schovával po návratu partyzány.
V letech 1969–1974 studovala na Právnické fakultě Masarykovy univerzity (tehdy Universita J. E. Purkyně v Brně), v roce 1975 získala titul doktorky práv. Z učitelů na fakultě nejvíce vzpomínala na Vladimíra Kubeše, Hynka Bulína a Jiřího Cvetlera. Po studiích bylo pro ní rozhodující setkání s tehdejším soudcem a pozdějším profesorem politologie a ústavním soudcem Vladimírem Čermákem, kterému podle svých slov vděčí za to, že „se v normalizované justici neztratila“. Vladimír Čermák ji též seznámil s biskupem skryté církve Stanislavem Krátkým, který ji později pokřtil.
Je vdaná, manžel Jaroslav Brož je brněnský advokát. Má jednoho syna, advokáta a insolvenčního správce Jaroslava Brože.

## Pedagogická činnost
Od roku 1975 začala přednášet na Právnické fakultě Masarykovy univerzity jako externí učitelka, v roce 1978 musela pedagogickou činnost z politických důvodů (odmítnutí členství v KSČ) opustit. V roce 1990 se stala přípisem děkana rehabilitovaným učitelem a začala opět tamtéž externě přednášet.

## Justiční dráha
Od roku 1974 byla justiční čekatelkou Krajského soudu v Brně, v letech 1975 až 1990 pak byla soudkyní Městského soudu v Brně, kde jí však byla kvůli odmítnutí vstupu do KSČ zpočátku svěřena jen administrativní agenda spořitelen a pojišťoven. V roce 1990 začala působit jako soudkyně Krajského soudu v Brně, postupně se stala poradkyní Ústavního soudu ČSFR. Po zániku federace byla 15. července 1993 jmenována soudkyní Ústavního soudu České republiky. Zasedala v druhém senátu společně s Vojtěchem Ceplem a Antonínem Procházkou. 8. prosince 1999 ale Ústavní soud opustila a v roce 2000 se stala soudkyní Nejvyššího soudu, kde se stala předsedkyní jeho občanskoprávního kolegia. Dne 20. března 2002 byla jmenována předsedkyní soudu, přičemž dosavadní předsedkyně Nejvyššího soudu Eliška Wagnerová byla podle předem dohodnutého postupu jmenována místopředsedkyní Ústavního soudu.
V únoru roku 2006 byla prezidentem České republiky Václavem Klausem odvolána z funkce předsedkyně Nejvyššího soudu na základě tehdy platného ustanovení v zákoně o soudech a soudcích, který umožňoval odvolání předsedů a místopředsedů soudů pro závažné porušení zákonem stanovených povinností tím, kdo je jmenoval. Ve funkci ji měl údajně nahradit Jaroslav Bureš. Iva Brožová podala proti svému odvolání ústavní stížnost, Ústavní soud onu část zákona zrušil jako protiústavní a ve svém druhém nálezu zrušil i její odvolání z funkce předsedkyně soudu.
Brožová vzpomínala, že své podání proti prezidentu republiky začínala citátem svého učitele Vladimíra Čermáka: „Všechno právo ve světě bylo vybojováno na těch, kteří se mu vzpírali, právo národa a jednotlivce předpokládá nepřetržitou pohotovost. Právo není pouhým pojmem, ale živou silou, nepřetržitou prací celého národa. Všechny vymoženosti, jež historie práva může zaznamenat – zrušení otroctví a nevolnictví, dosažení nejrůznějších svobod – byly vydobyty bojem trvajícím i celá staletí. Nikoliv pouhý obyčej, ale oběť vytváří nejpevnější pouto mezi národem a jeho právem. Odpor proti bezpráví je povinností nejen k sobě samému, neboť je vyplněním příkazu mravního sebezachování, ale je současně povinností i vůči celku. Hájí-li jednotlivec své právo, hájí tím platnost práva vůbec. Odpovědnost nemají pouze ti, kteří zákon přestupují, ale i ti, kteří neměli odvahu je uhájit.“
Druhému ohrožení své pozice čelila na konci roku 2007, kdy na ni podal ministr spravedlnosti Jiří Pospíšil kárnou žalobu za administrativní pochybení v účetnictví a následnou pokutu téměř 40 milionů Kč od finančního úřadu, jejíž zaplacení ministr financí Miroslav Kalousek neprominul. Iva Brožová tento krok opět označila za útok na nezávislost soudní moci. Vrchní soud v Olomouci žalobu v březnu 2008 zamítl s tím, že nedošlo k ohrožení nestrannosti a nezávislosti soudu nebo důstojnosti výkonu funkce.
Na funkci předsedkyně Nejvyššího soudu nakonec rezignovala sama 21. ledna 2015, ve funkci soudkyně pak zcela skončila 30. dubna. Důvodem dle jejích vlastních slov byl její důchodový věk a snaha vyjít vstříc dalším změnám ve vedení soudu. Prezident republiky vzápětí za jejího nástupce jmenoval Pavla Šámala, na jehož výběru se Iva Brožová sama podílela. Za svůj celoživotní přínos české justici byla roku 2016 uvedena do Právnické síně slávy.